# 5. Jahrtausend v. Chr.
Portal Geschichte | Portal Biografien | Aktuelle Ereignisse | Jahreskalender | Tagesartikel

◄ |
6. Jahrtausend v. Chr. |
5. Jahrtausend v. Chr. | 4. Jahrtausend v. Chr.  | ► 

50. Jh. v. Chr. |
49. Jh. v. Chr. |
48. Jh. v. Chr. |
47. Jh. v. Chr. |
46. Jh. v. Chr. |
45. Jh. v. Chr. |
44. Jh. v. Chr. |
43. Jh. v. Chr. |
42. Jh. v. Chr. |
41. Jh. v. Chr.
Das 5. Jahrtausend v. Chr. beschreibt den Zeitraum vom 1. Januar 5000 v. Chr. bis zum 31. Dezember 4001 v. Chr. Während seines Verlaufs breitete sich die Landwirtschaft aus dem Nahen Osten nach Süd- und Mitteleuropa aus. In Mesopotamien und in Anatolien blühten städtische Kulturen auf, welche das Rad entwickelten. Schmuckstücke aus Kupfer, die den Beginn des Chalkolithikums kennzeichnen, gewannen zusehends an Bedeutung. Von Eurasien ausgehend erreichte die Haltung von Haustieren China. Die Weltbevölkerung wuchs allmählich von 5 auf 7 Millionen Menschen an.

## Zeitrechnung
- 1. Januar 4713 v. Chr.:
  - 12:00 Uhr Weltzeit (= JD 0), Beginn der Zeitskala des Julianischen Datums, das vor allem für Datumsberechnungen in der Astronomie und Geodäsie benutzt wird. Teile eines Tages (Stunden, Minuten etc.) werden dabei in Nachkommastellen ausgedrückt.
- 4300 v. Chr.:
  - Theta Bootis übernimmt die Position des dem Himmelspol am nächsten gelegenen sichtbaren Sterns (die heutige Polarsternposition) und wird 3942 v. Chr. von Thuban abgelöst.
- 4242 v. Chr.:
  - Ägyptischer Neujahrstag am 19. Juli, der älteste bisher bekannte Kalendertag (Stand 2006).
- 4026 v. Chr.:
  - Erschaffung Adams für die Zeugen Jehovas.[1]
- 4004 v. Chr.:
  - Die Erschaffung des Universums erfolgte laut dem Ussher-Lightfoot-Kalender am Samstag, den 23. Oktober bei Einbruch der Dunkelheit (Julianischer Kalender). Im Gregorianischen Kalender entspricht dies dem 20. September 4004 v. Chr. Die von James Ussher angestellten Berechnungen beruhen auf dem Alten Testament. Das Datum errechnete er vermutlich als Herbst-Tagundnachtgleiche, damit Neujahr für den Jüdischen Kalender.

## Zeitalter/Epoche
- Atlantikum (7270 bis 3710 v. Chr.):
  - Mittleres Atlantikum AT 2 (5050 bis 4550 v. Chr.): milder Klimaabschnitt, jedoch leichter Temperaturrückgang.
  - Spätes Atlantikum AT 3 (4550 bis 3710 v. Chr.): weiterer Temperaturrückgang.
- Das Neolithische Subpluvial (7500 bis 3900 v. Chr., abgeschwächt bis 3500 v. Chr.) bringt feuchtes Klima nach Nordafrika und lässt die Sahara ergrünen.
- Das Neolithische Subpluvial findet seine erste Akzentuierung in der Älteren Peron-Transgression (Beginn bei 5000/4900 v. Chr., bis 4100 v. Chr.), die den Meeresspiegel um 2,5 bis 4 Meter über dem durchschnittlichen Niveau des 20. Jahrhunderts ansteigen lässt.
- Ende des Monsun-Klimas im Mittelmeerraum. Das mediterrane Klima wird trockener (4600 v. Chr.)
- Um 5000 v. Chr. beginnt das Mittelneolithikum der Jungsteinzeit in Mitteleuropa.[2]
- Um 4300 v. Chr. endet dann das Mittelneolithikum in Mitteleuropa und das Jungneolithikum setzt ein, synonym als Beginn der Kupfersteinzeit (auch als Chalkolithikum oder Äneolithikum) bezeichnet.[2]

## Entwicklungen, Erfindungen und Entdeckungen
- Um 5000 v. Chr.:

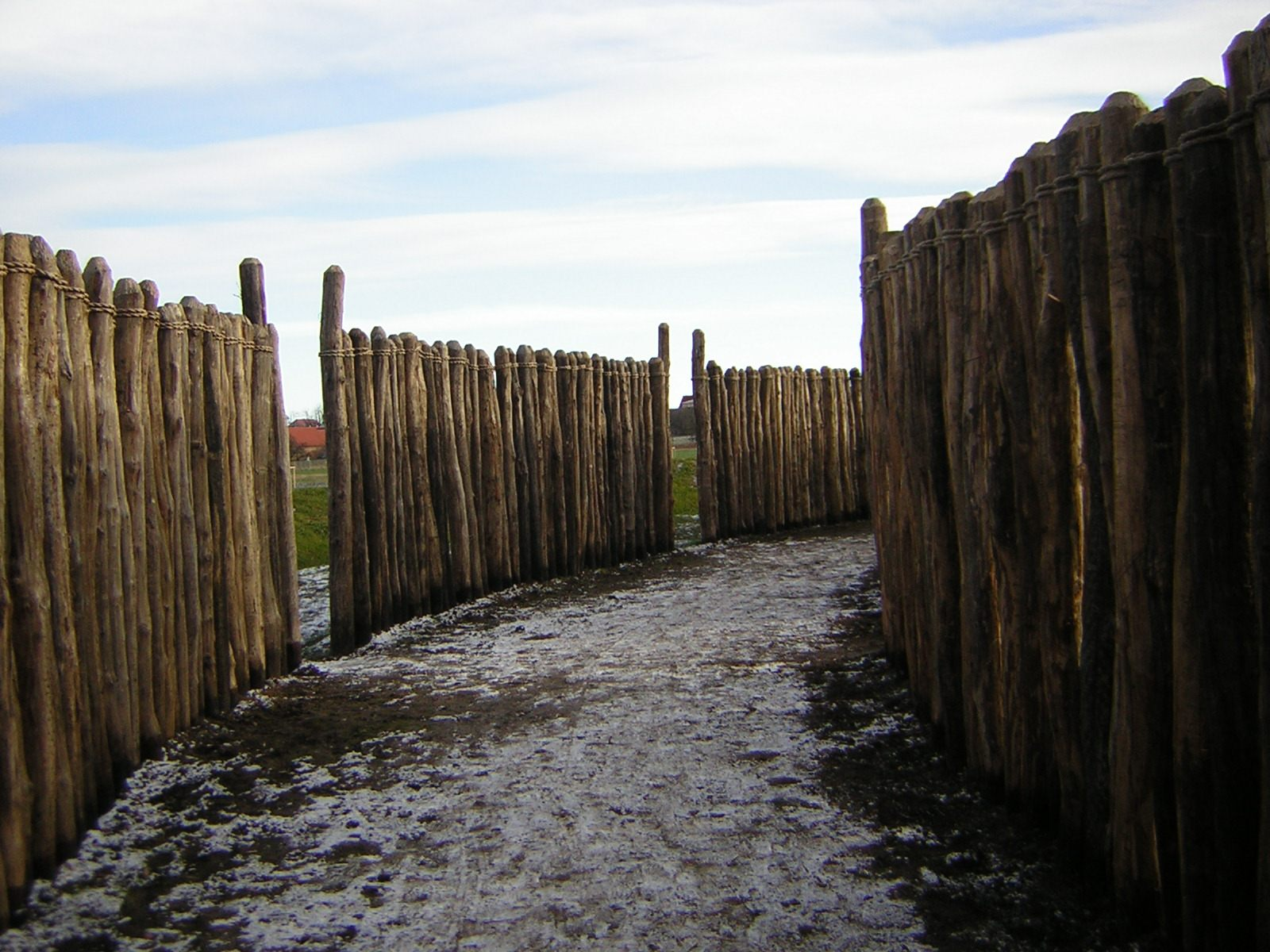
Der Rundgang zwischen äußerem und innerem Palisadenring im Sonnenobservatorium von Goseck

  - Im Niltal lassen sich nomadische Stämme nieder.
  - Bewässerungsfeldbau in Mesopotamien unter der Obed-Kultur. Entstehung einer ideographischen Schrift.
  - In Mesopotamien erscheint das Rad (Holzscheiben mit Achsenloch) unter der Halaf-Kultur.
  - Spätes Neolithikum in Byblos. Belegt durch Keramik, Steingefäße, Getreidespeicher, Grabkammern und Siegel.
  - Verwendung der Tontafel als Schrifttafel in Mesopotamien ab dem 5. Jahrtausend v. Chr.
  - Reisanbau (Nasskultur) in China (Hemudu-Kultur) und in Südostasien, der dann später das Gangestal erreichen wird.
  - Beginn der Landwirtschaft in Japan. Angebaut werden Bohnen und Flaschenkürbisse.
  - Ausgehend vom Nahen Osten erreicht der Ackerbau die westeuropäische Atlantikküste.
  - In Ägypten und auf dem Balkan werden die ersten Gegenstände aus Kupfer und Gold hergestellt.
  - Im Tal von Tehuacán in Mexiko werden Mais und Flaschenkürbisse (Lagenaria siceraria) kultiviert.
  - Der Anbau von Flaschenkürbissen, die vorwiegend als Gefäße (Kalebassen) verwendet werden, breitet sich ausgehend von Zentralamerika entlang der Ostküste Nordamerikas aus.
  - In Bhimbetka in Indien findet man die ältesten Darstellungen von Tänzen.[3][4] Sie werden in dem Zeitraum von 5000 bis 2000 v. Chr. datiert.[5]
  - Die Ursprünge des Protoindoeuropäischen sind möglicherweise in der Samara-Kultur zu vermuten.
- 4900 bis 4500 v. Chr.:
  - Blütezeit der Kreisgrabenanlagen in Mitteleuropa (ca. 100 zwischen 4900 und 4700 v. Chr. errichtete Anlagen in Deutschland, Österreich und Tschechien bekannt), etwa in Goseck (Sachsen-Anhalt), Ippesheim (nahe Würzburg) und Dresden-Nickern (Sachsen).
- 4850 v. Chr.:
  - Bestes Wachstumsjahr der Langlebigen Kiefer in der Borstenkiefern-Chronologie zu Beginn der Älteren Peron-Transgression.
- Um 4700 v. Chr.:
  - Erste Megalithanlagen in Europa.

- 4600 bis 4450 v. Chr.:

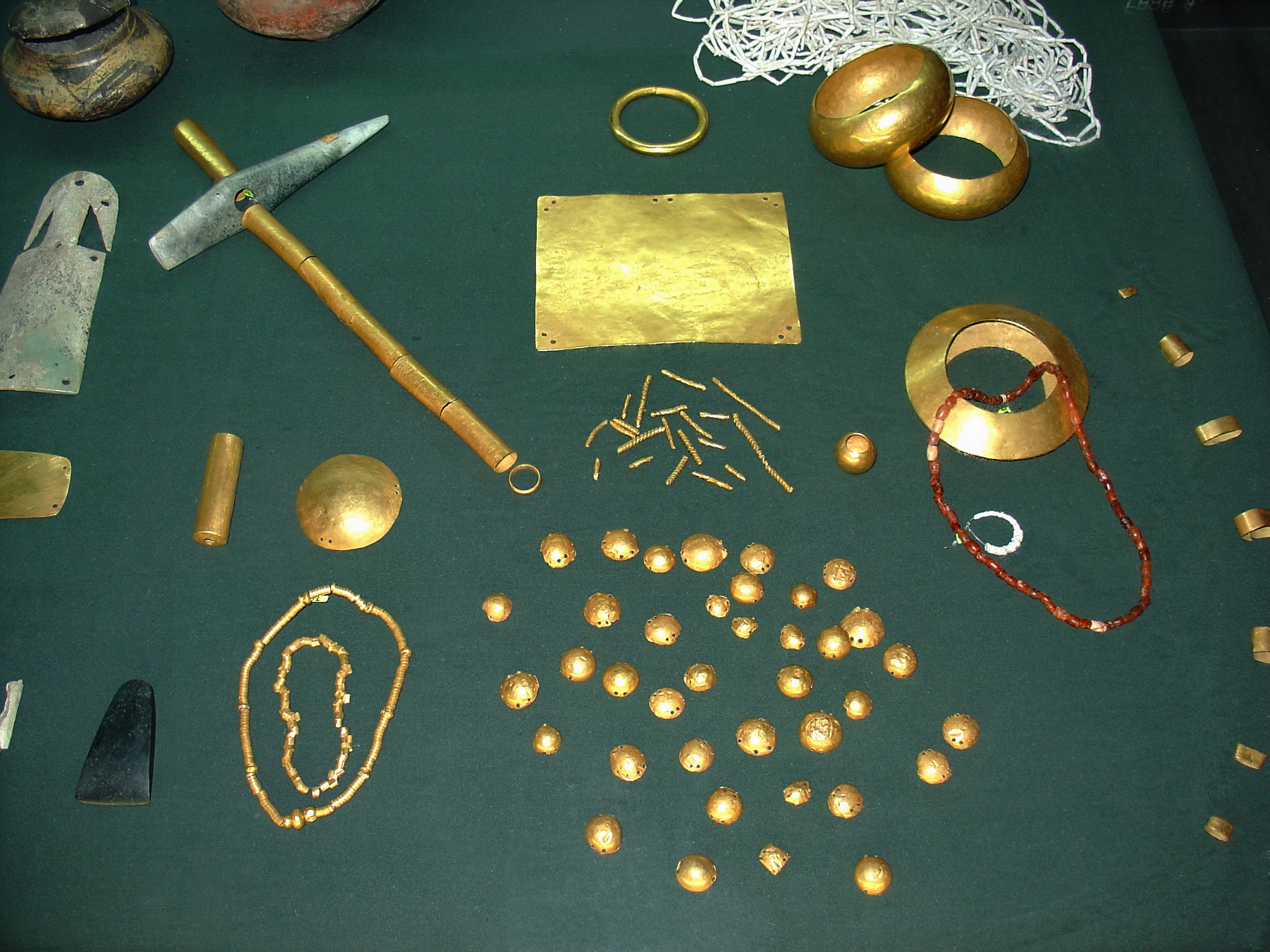
Goldobjekte aus dem Gräberfeld von Warna

  - Im Gräberfeld von Warna finden sich extrem reichhaltige Grabbeigaben aus Goldschmuck.
- Um 4500 v. Chr.:
  - Zivilsationsanfänge in Kiš in Mesopotamien.
  - In den Steppen Eurasiens wird das Pferd domestiziert.
  - Einsatz von Zugtieren in den Donauniederungen Osteuropas.
  - Einführung des Hakenpfluges in Europa.
  - Domestizierung des Wasserbüffels in China.
  - Erste Segel treten auf.
  - Fortschritte in der Kupfermetallurgie. Kupfergegenstände werden zu Statussymbolen.
  - In Solnizata in Bulgarien wird Salz abgebaut und es entsteht ein Dorf mit 350 Einwohnern um die Produktionsstätte.

- 4450 v. Chr.:

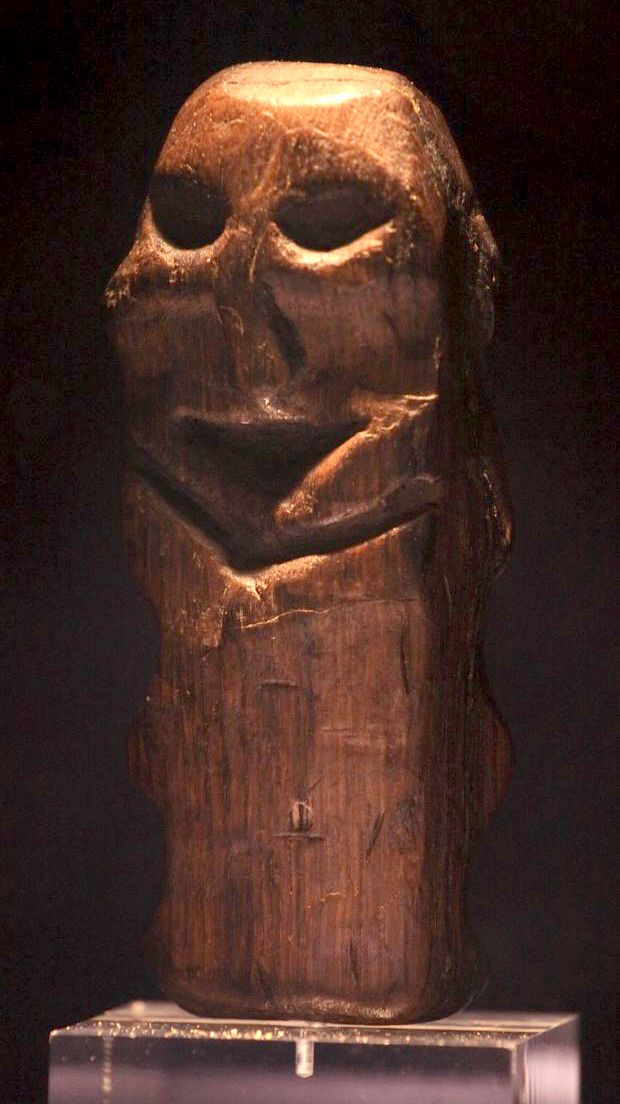
Das Mannetje van Willemstad

  - Alter der Holzfigur des Mannetje van Willemstad, das zwischen den Wurzeln einer Eiche in den Niederlanden gefunden wurde.
- Um 4395 v. Chr.:
  - Dörfliche Siedlung in Susa.
  - Feuchtbodensiedlungen (Verbreitung der „Pfahlbau-Idee“) an norditalienischen Seen; nördlich der Alpen vorerst nur vereinzelte Pfahlbausiedlungen (z. B. Aichbühl), hier ab 4250/4200 v. Chr.
- Um 4300 v. Chr.:
  - Ausbreitung der Trichterbecherkultur im nördlichen Mitteleuropa (Ostseeraum), die erst um 4000 v. Chr. flächig verbreitet ist.
- 4250 bis 3750 v. Chr.:
  - In Le Menec bei Carnac in Frankreich werden elf Steinreihen von Menhiren errichtet.
- Um 4200 v. Chr.:
  - In Ai Bunar (Bulgarien) und in Rudna Glava (Serbien) werden die ältesten bekannten Kupferbergwerke betrieben.
  - In Dänemark belegen Gewebereste die Nadelbindung.
- Um 4100 v. Chr.:
  - Beginn der Dawenkou-Kultur in Shandong.
  - Erste städtische Behausungen in Ur und Uruk (Sumer) sowie in Tell Hamoukar (Syrien).
  - Im Sudan wird erstmals Sorghum und einheimischer Reis angebaut.
- Um 4000 v. Chr.:
  - In Ägypten werden erstmals Kupfernägel verwendet.
  - Entwicklung des Webstuhls im Irak.
  - In Ur wird Lapislazuli eingeführt.

## Ereignisse
- Um 5000 v. Chr.:
  - Der anhaltende Meeresspiegelanstieg führt zur endgültigen Trennung Tasmaniens vom australischen Kontinent.
  - Erste siedlungsgeschichtliche Nachweise in Südostasien (Thailand)
- Um 4895 v. Chr.:
  - Ausbruch des Mount Mazama (Oregon) mit einer Stärke (VEI) von 7.[6]
- 4400 bis 4300 v. Chr.:
  - Nach Marija Gimbutas: Erste Auswanderungswelle aus dem Raum der Kurgankultur (umstritten)
- 4350 v. Chr.:
  - In Japan explosiver Vulkanausbruch (Ignimbrit) an der Kikai-Caldera mit einer Stärke von VEI 7. Neben Crater Lake, Kurilensee, Paektusan, Santorin und Tambora stellt der Akahoya-Ausbruch auf Satsuma-Iō-jima und Takeshima[7] eines der zerstörerischsten Naturereignisse im Verlauf des Holozäns dar.
- 4110 v. Chr.:
  - Bisher letzte Funde von Cuvieronius hyodon bei Yumbo im Caucatal Kolumbiens.[8]
- Um 4000 v. Chr.:
  - Auf dem Indischen Subkontinent mit Rehman Dheri Gründung der ersten befestigten Stadt.
  - In der Höhle von Baume de Fontbrégoua im Département Var in Frankreich finden sich Indizien für Kannibalismus.

## Archäologische Kulturen

### Kulturen in Nordafrika
- Tenerium (5200 bis 2500 v. Chr.) in der Ténéré-Wüste mit Fundstätte Gobero.

### Kulturen in Ägypten
- Merimde-Kultur (4800 bis 4250 v. Chr.) in Unterägypten
- Omari-Kultur am Nil in Unterägypten, etwa 4600 bis 4400 v. Chr.
- In Oberägypten besteht die Badari-Kultur (4400 bis 4000 v. Chr.)
- Naqada-Kultur (Naqada I – 4500 bis 3500 v. Chr.)

### Kulturen in Mesopotamien und im Nahen Osten

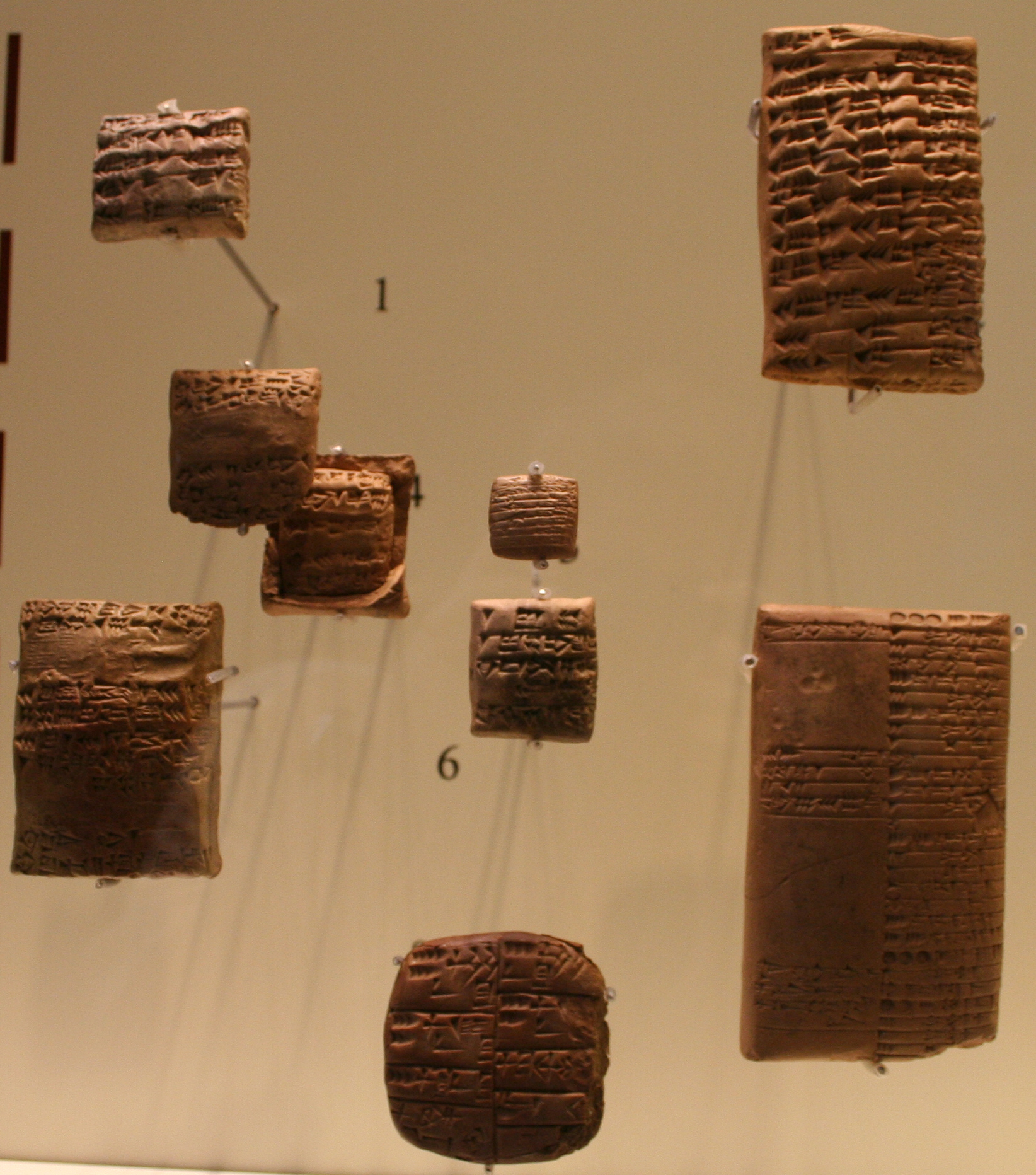
Tontafeln mit Keilschrift im Ägyptischen Museum Leipzig

- Halaf-Kultur (5500 bis 5000 v. Chr., auch 5200 bis 4500 v. Chr.) – mittlere und späte Stufe
- Samarra-Kultur (5500 bis 4800 v. Chr.) in Nordmesopotamien – Spätphase (5000 bis 4800 v. Chr.)
- Obed-Kultur in Mesopotamien (5500 bis etwa 3500 v. Chr.) – Obed I, II und III
- Uruk-Zeit (ab 4000 bis 3100/3000 v. Chr.), mit Übergangsphase ab 4200 v. Chr.
- Hacılar Höyük in der Türkei (7030 bis 4800 v. Chr.) – Schicht II
- Tappe Sialk (6000 bis 2500 v. Chr.) im Iran – Sialk III
- Amuq (6000 bis 2900 v. Chr.) in der Türkei – Amuq C, D und E
- Mersin (5400 bis 2900 v. Chr.) in Anatolien – Mersin 24-15
- Eridu (ab 5300 bis ca. 1950 v. Chr.) in Mesopotamien – Eridu 19-9
- Byblos im Libanon – spätes Neolithikum (5300 bis 4500 v. Chr.)
- Tappa Gaura (5000 bis 1500 v. Chr.) im Norden Mesopotamiens – Tappa Gaura 20-12
- Ninive (ab 6500 v. Chr.) im Norden Mesopotamiens – Ninive 3
- Susiana (5500 bis 4400 v. Chr.) im Iran – Susiana B und C
- Susa (ab 4000 v. Chr.) im Iran – Susa I[9]

Sowie die Fundstätten Haggi Mohammed (5000 bis 4500 v. Chr.) und Can Hasan (4900 bis 4500 v. Chr.) in der Türkei, sowie Khazineh (um 4800 v. Chr.) und Mehmeh (um 4200 v. Chr.) im Iran

### Kulturen in Südasien
- Mehrgarh (7000 bis 2600/2000 v. Chr.) in Belutschistan – Mehrgarh II (5500 bis 4800 v. Chr.) und Mehrgarh III (4800 bis 3500 v. Chr.)
- Namazgadepe (5300 bis 1700 v. Chr.) in Turkmenistan – Namazgadepe II (bis 4300 v. Chr.)
- Rehman Dheri (um 4000 v. Chr.) in Pakistan

### Kulturen in Ostasien
- China:

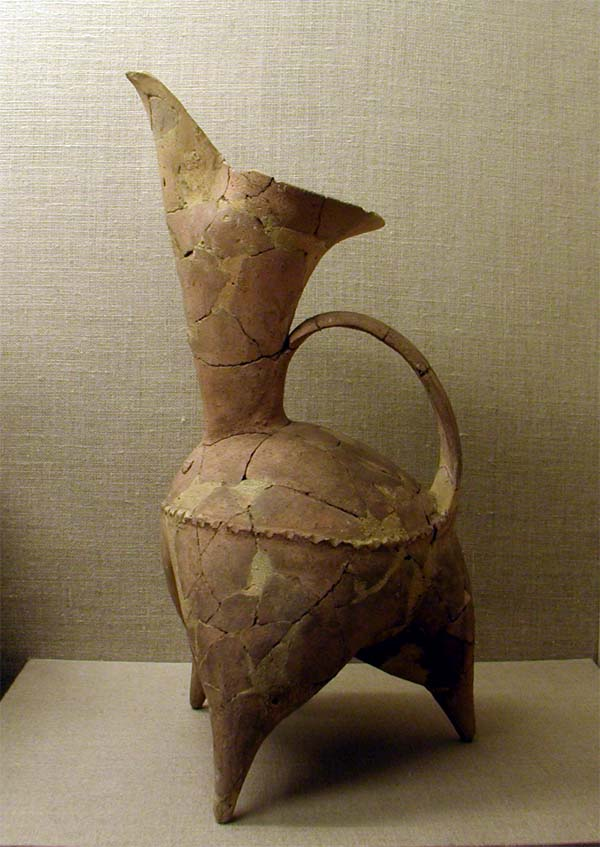
Gui der Dawenkou-Kultur

  - Laoguantai-Kultur (6000 bis 3000 v. Chr.), oberer Gelber Fluss
  - Chengbeixi-Kultur (5800 bis 4700 v. Chr.) in Hubei
  - Dadiwan-Kultur (5800 bis 3000 v. Chr.), oberer Gelber Fluss
  - Peiligang-Kultur (5600 bis 4900 v. Chr.) in Henan
  - Xinle-Kultur (5500 bis 4800 v. Chr.) in Liaoning
  - Beixin-Kultur (5400 bis 4400 v. Chr.)
  - Qingliangang-Kultur (5400 bis 4400 v. Chr.)
  - Hemudu-Kultur (5200 bis 4500 v. Chr., jüngere Datierung 5000 bis 3300 v. Chr.), Zhejiang
  - Tangjiagang-Kultur (5050 bis 4450 v. Chr.) am mittleren Jangtsekiang
  - Baiyangcun-Kultur (5000 bis 3700 v. Chr., wird auch jünger datiert: 3000 bis 1700 v. Chr.), in Yunnan
  - Yangshao-Kultur (5000 bis 2000 v. Chr.), in Zentral- und Nordchina
  - Caiyuan-Kultur (4800 bis 3900 v. Chr.)
  - Majiabang-Kultur (4750 bis 3700 v. Chr.) am unteren Jangtsekiang
  - Hongshan-Kultur (4700 bis 2900 v. Chr.) in Nordostchina
  - Daxi-Kultur (4400 bis 3300 v. Chr.) am mittleren Jangtsekiang
  - Dawenkou-Kultur (4100 bis 2600 v. Chr.) an der Küste des Gelben Meeres
- Korea:
  - Frühe Jeulmun-Zeit (6000 bis 3500 v. Chr.)
- Japan:
  - Jōmon-Zeit (10000 bis 300 v. Chr.) – Früheste Jōmon-Zeit – Jōmon II (8000 bis 4000 v. Chr.)

### Kulturen in Europa
- Westeuropa:
  - Chassey-Lagozza-Cortaillod-Kultur (4600 bis 2400 v. Chr.) in Frankreich, Schweiz und Italien
  - Megalithkulturen:
    - Frankreich (4700 bis 2000 v. Chr.)

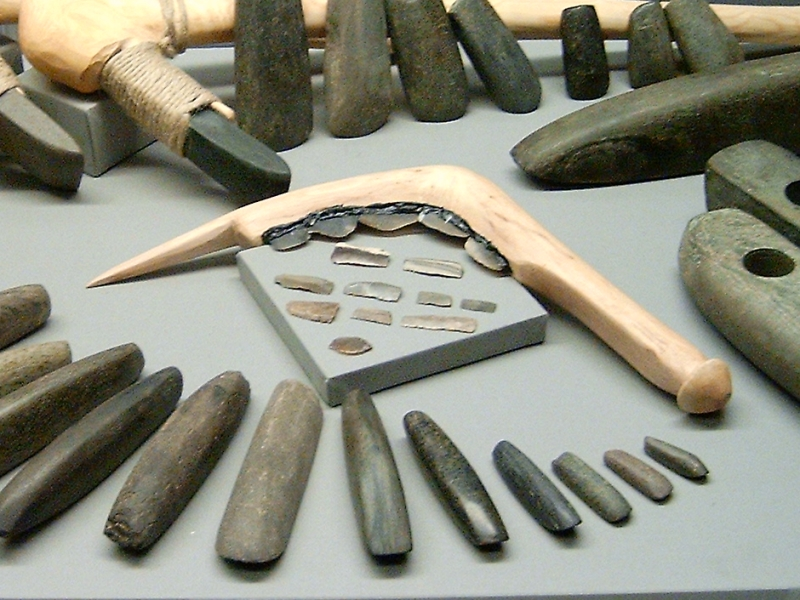
Bandkeramisches Erntemesser, um 5000 v. Chr.

- Mitteleuropa: Archäologische Kulturen des Mittelneolithikums:
  - Bandkeramische Kultur (5600 bis 4100 v. Chr.) in Frankreich, Belgien, Deutschland, Österreich, Tschechien, Polen, Slowakei, Ungarn, Rumänien und Ukraine
  - Ertebølle-Kultur (5100 bis 4100 v. Chr.) in Dänemark und in Norddeutschland
  - Swifterbant-Kultur (5000 bis 3400 v. Chr.) in den Niederlanden, Belgien und Niedersachsen
  - Hinkelstein-Gruppe (5000 bis 4800 v. Chr.) in Südwestdeutschland
  - Oberlauterbacher Gruppe (5000 bis 4600 v. Chr.) in Bayern
  - Großgartacher Gruppe (4900 bis 4700 v. Chr.) in Südwestdeutschland
  - Stichbandkeramik (4900 bis 4500 v. Chr.) in Deutschland, Tschechien und Österreich
  - Tiszapolgár-Kultur (4500 bis 4000 v. Chr.) in Ungarn und in der Slowakei
  - Rössener Kultur (4300 bis 3500 v. Chr.) in Ostdeutschland
  - Lengyel-Kultur (4900 bis 3950 v. Chr.) in Ungarn, Österreich und Tschechien. Erste Gegenstände aus Kupfer werden importiert. Die Jüngere Lengyel-Kultur übt ihren Einfluss auf jungneolithische Kulturen Mitteleuropas aus, wie beispielsweise auf:
    - Münchshöfener Kultur (4500 bis 3900/3800 v. Chr.), östliches Mitteleuropa
    - Jordansmühler Kultur (4300 bis 3900 v. Chr.), östliches Mitteleuropa
    - Gaterslebener Kultur (4300 bis 3900 v. Chr.) in Ostdeutschland

  - Aichbühler Gruppe (4200 bis 4000 v. Chr.) in Süddeutschland
  - Schussenrieder Gruppe (4200 bis 3700 v. Chr.) in Südwestdeutschland
  - Baalberger Kultur (4200 bis 3100 v. Chr.) in Mitteldeutschland
  - Pollinger Gruppe (4100 bis 3900 v. Chr.) in Bayern
- Nordosteuropa:
  - Grübchenkeramische Kultur (4200 bis 2000 v. Chr.) (jedoch Radiokarbondatierung: 5600 bis 2300 v. Chr.)
  - Narva-Kultur (5300 bis 1750 v. Chr.)
  - Memel-Kultur (7000 bis 3000 v. Chr.)

- Osteuropa:

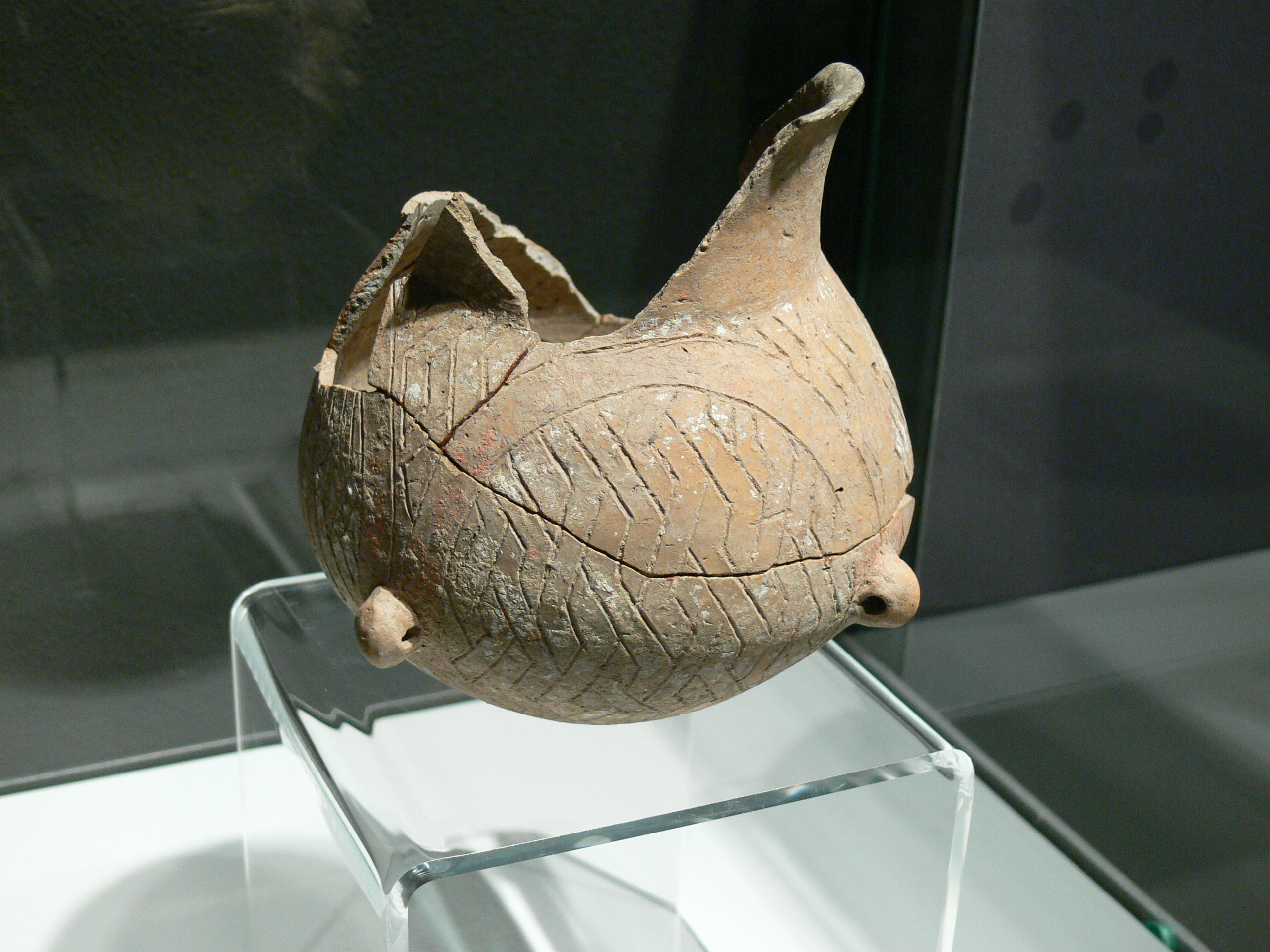
Tongefäß der Lengyel-Kultur, Mähren, 4300 v. Chr.

  - Chwalynsk-Kultur (5200 bis 4500 v. Chr.) in Russland
  - Samara-Kultur (um 5000 v. Chr.) in Russland
  - Dnepr-Don-Kultur (5000 bis 4000 v. Chr.) in der Ukraine und in Russland
  - Kurgan-Kulturen (5000 bis 3000 v. Chr.) in der Ukraine, Russland und Kasachstan – Phase I (4400 bis 4300 v. Chr.)
  - Sredny-Stog-Kultur (4500 bis 3500 v. Chr.) nördlich des Asowschen Meeres
- Südosteuropa:
  - Vinča-Kultur (5400 bis 4500 v. Chr.) (auch Donauzivilisation) in Serbien, West-Rumänien, Süd-Ungarn und im östlichen Bosnien
  - Cucuteni-Kultur (4800 bis 3200 v. Chr.) in Rumänien, Moldawien und in der Ukraine:
    - Prä-Cucuteni I-III (4800 bis 4500 v. Chr.) bzw. Tripolje A
    - Cucuteni A (4500 bis 4200 v. Chr.) bzw. Tripolje B1
    - Cucuteni A/B (4200 bis 4000 v. Chr.) bzw. Tripolje B1-2

  - Sesklo-Kultur (6850 bis 4400 v. Chr.) im nördlichen Griechenland
  - Dimini-Kultur (4800 bis 4000 v. Chr.) in Thessalien
  - Gumelniţa-Kultur (4700 bis 3700 v. Chr.) in Rumänien und Moldawien:
    - Phase Gumelniţa A1 (4700 bis 4350 v. Chr.)
    - Phase Gumelniţa A2 (4500 bis 3950 v. Chr.)

  - Warna-Kultur (ca. 4500 bis 4100 v. Chr.) im Norden Bulgariens
  - Boian-Kultur in Rumänien und Bulgarien (4300 bis 3500 v. Chr.) – Phase III – Vidra-Phase, 4100–4000 v. Chr.

- Südeuropa:
  - Malta:

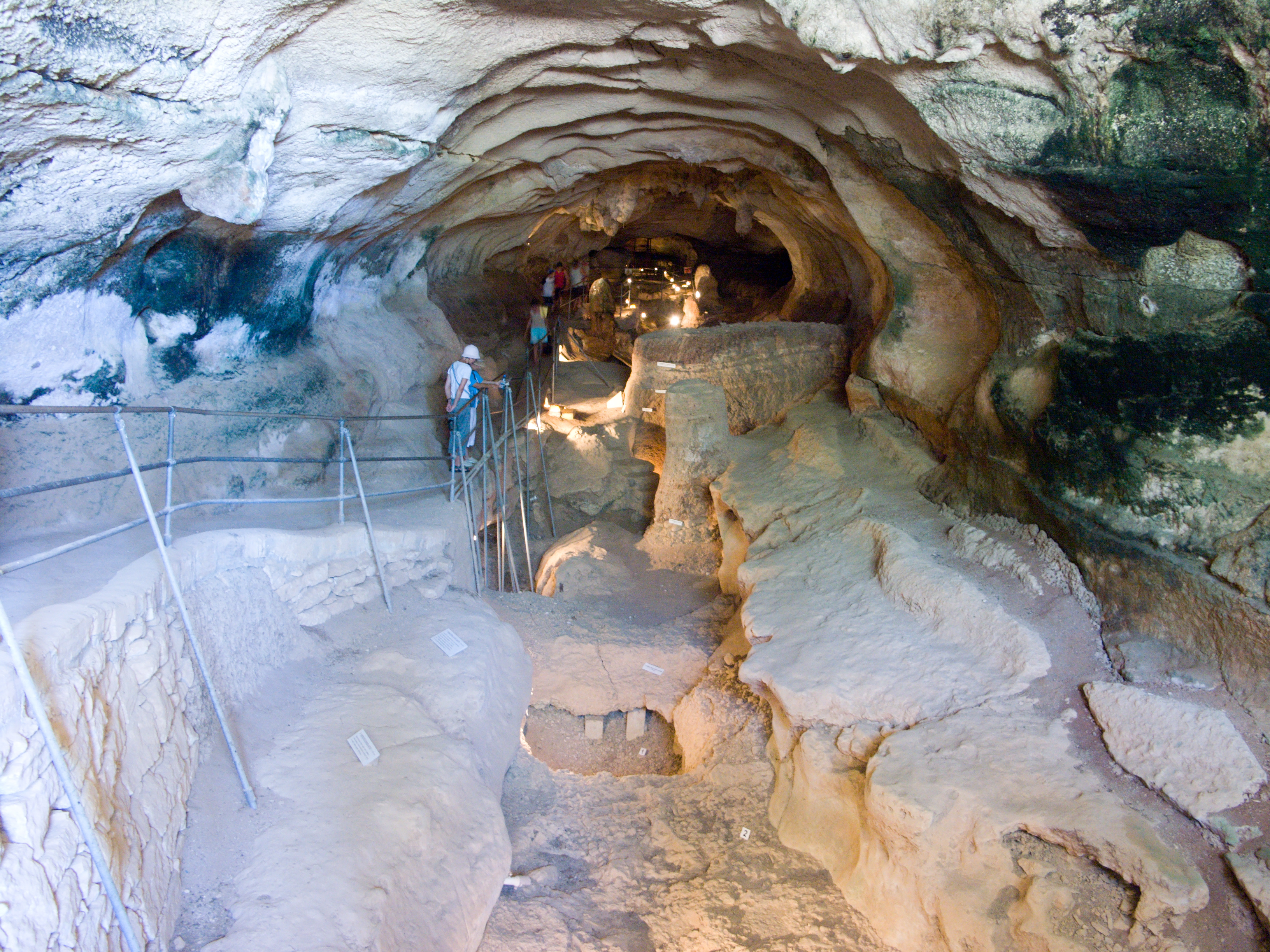
Die Għar Dalam, eine Karsthöhle in Malta

    - Għar-Dalam-Phase (5000 bis 4500 v. Chr.).
    - Graue Skorba (4500 bis 4400 v. Chr.).
    - Rote Skorba (4400 bis 4100 v. Chr.).
    - Żebbuġ (4100 bis 3800 v. Chr.).

### Kulturen in Amerika
- Nord- und Zentralamerika:
  - Archaische Periode.
  - Coxcatlán-Phase (5000–3400 v. Chr.) in Tehuacán (Mexico)
- Südamerika:
  - Chinchorro-Kultur (7020 bis 1500 v. Chr.) in Nordchile und Südperu.
  - Mittlere Präkeramik (7000 bis 4000 v. Chr.) im Norden Chiles. Unterstufen Alto Barranco und Alto Aguada entlang der Pazifikküste und Rinconada im Hinterland.
  - Las-Vegas-Kultur in Ecuador (8000 bis 4600 v. Chr.).